# Liste der Monuments historiques in Villers-le-Château
Die Liste der Monuments historiques in Villers-le-Château führt die Monuments historiques in der französischen Gemeinde Villers-le-Château auf.

## Liste der Objekte
| Bezeichnung                   | Beschreibung                                         | Standort              | Kennzeichnung | Schutzstatus | Datum | Bild           |
| ----------------------------- | ---------------------------------------------------- | --------------------- | ------------- | ------------ | ----- | -------------- |
| Château de Villers-le-Château | aus dem 17. Jahrhundert; mit Wassergräben und Portal | Rue du Château (Lage) | PA00078904    | Inscrit      | 1986  | weitere Bilder |